# Motore monocilindrico

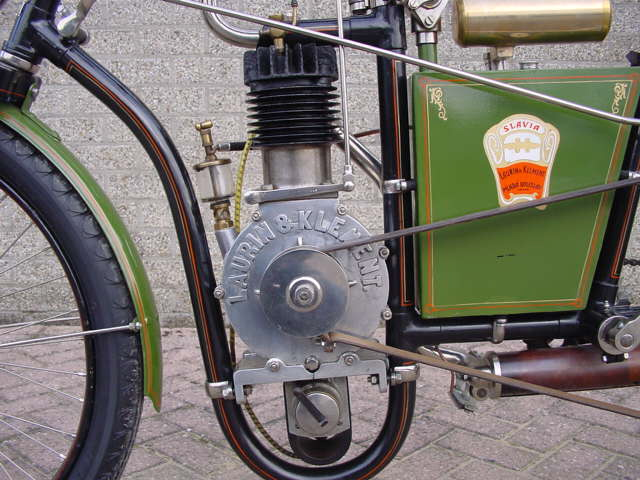
Motore monociclindrico

Il motore monocilindrico è un motore a combustione interna generalmente a ciclo Otto dotato di un solo cilindro. Tale tipologia di motore per via della elevata elementarità è impiegato in numerose applicazioni, tra cui ciclomotori, motocicli, tosaerba.
Può essere a due tempi o quattro tempi, con raffreddamento ad aria o a liquido.

## Motociclismo
In campo motociclistico, un motore monocilindrico ha più coppia motrice ai bassi regimi di rotazione rispetto a motori a due o più cilindri, ma produce più vibrazioni agli alti regimi di rotazione. Il vantaggio principale rispetto a motori con più cilindri è un peso minore e una maggiore reattività.
I monocilidrici, spesso a due tempi (ma ultimamente a quattro tempi per le norme anti-inquinamento sempre più restrittive), sono impiegati largamente su motociclette da enduro o da motocross così come su motociclette stradali di media cilindrata, grazie alla loro risposta pronta. 
Sono il tipo di motore più diffuso sugli scooter compresi tra 50cc e 500cc di cilindrata, questi ultimi con potenza di circa 40 cavalli.
Uno dei più grossi motori monocilindrici ad uso motociclistico fu quello impiegato sulla Suzuki DR750 poi aumentato nella DR800.